# 浄土松公園
浄土松公園（じょうどまつこうえん）は、福島県郡山市逢瀬町多田野にある都市公園（風致公園）。公園面積102,000.0㎡。

## 概要
浄土松山を中心とした広大な公園。松の緑が点在する有様が松島に似ていることから陸の松島と呼ばれている。松以外にも様々な植物が生息し、数は少ないものの水芭蕉などもみられる。また、桜（ソメイヨシノなど）の名所としても知られる。
園内にある奇岩「きのこ岩」は400万年前の凝灰岩が浸食されてできたものでトルコのカッパドキアと同様にフードゥーとも呼ばれ、一帯は県の名勝天然記念物に指定されている。
園内には登山道が整備され、駐車場から展望台の夕日台、名所のきのこ岩、馬の鞍、八畳座敷などを結んでいる。その他の設備としては、バーベキューなどに無料で利用できる野外炉炊事場などがある（要予約）。また、毎年10月には「浄土松公園まつり」が開催され、主に体験型のイベントなどが行われている。なお、公園の隣接地には福島県郡山自然の家が建てられており、公園とほぼ一体的に運用されている。この施設は学校の他、原則5名以上のグループ、当日の状況によっては個人でも宿泊などの利用が可能。

## 歴史
古くは浄土ヶ浜、浄土ヶ岡とも呼ばれ、奇岩・巨岩が突出して立ち並ぶ名所として知られた。
1958年（昭和33年）、浄土松山として県指定名勝天然記念物に指定。
1977年（昭和52年）3月31日、公園開設。総面積約8.4ヘクタール。
1985年（昭和60年）には「ふくしま緑の百景」に選ばれた。
2011年（平成23年）3月11日の東日本大震災では、きのこ岩の一部が崩落した。以降、きのこ岩に登ることが禁止された。

## 施設
- 駐車場 60台収容
- 休園日 なし

## 所在地
- 福島県郡山市逢瀬町多田野字浄土松1-1

## アクセス
- 東北自動車道郡山南ICより車で15分
- 郡山駅11番バス乗り場より休石・山田原・御霊櫃行 大界下車 徒歩8分